# Ernst-Heimeran-Verlag
Der Ernst-Heimeran-Verlag war ein Verlag des 20. Jahrhunderts mit Sitz in München-Schwabing.

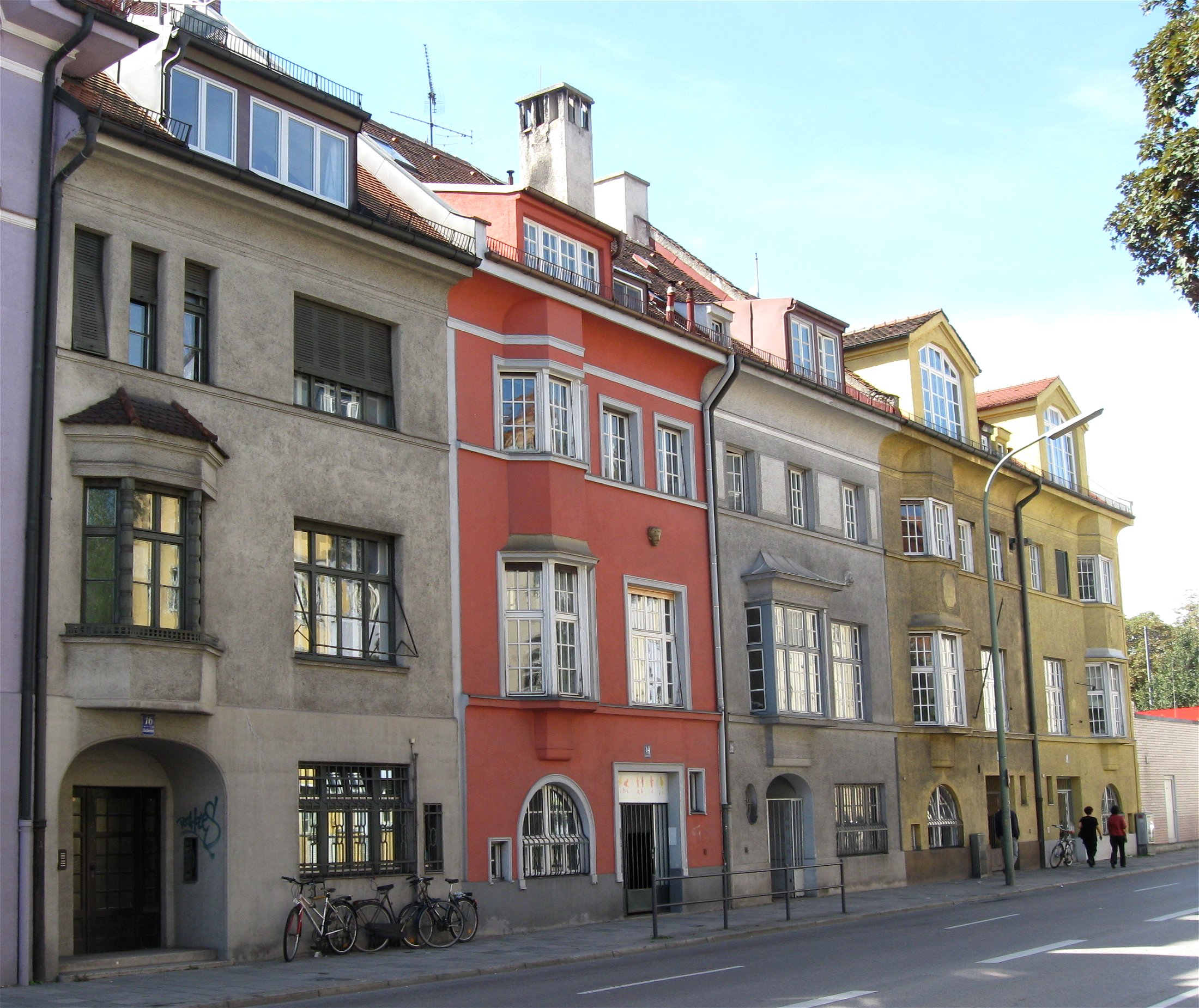
Rotes Haus Mitte: Wohn- und Verlagsgebäude Heimerans in der Dietlindenstr. 14

## Geschichte
Der Verlag wurde am 25. Oktober 1922 von Ernst Heimeran als Selbstverlag gegründet. Laut Verlegerzentralkartei hat der Verlag die Verlagstätigkeit seit 31. Dezember 1980 eingestellt.
Der zur Verlagsgründung noch nicht volljährige Heimeran gründete den Einmannverlag vor allem, um seine anekdoteninspirierten eigenen Werke und vor allem die seines Freundes und „Gefährten“ Ernst Penzoldt zu verlegen. So erschien noch im Gründungsjahr des Verlages Penzoldts erste Publikation Der Gefährte dort. Bereits ein Jahr später, 1923, begann Heimeran mit seinem Verlag, die Sammlung Tusculum, eine Sammlung antiker Autoren, ins Leben zu rufen. Mit dieser inzwischen mehr als 100 Jahre alten Sammlung, die 1981 vom Artemis Verlag übernommen und heute vom De Gruyter-Verlag fortgeführt wird und auf über 200 Werke angewachsen ist, begründete der Verlag Ruhm und Ruf.

„Als Verleger wie als Autor war H. einfallsreich. Er ist nicht als Geschäftsmann auf die Welt gekommen, spielerisch hat er seinen Verlag begonnen. Doch arbeitete er ernsthaft und unermüdlich, als es galt, Kulturwerte gegen politischen Druck zu verteidigen und sie vor Vernichtung durch den Krieg zu bewahren.“

Neben dem Ernst-Heimeran-Verlag gab es auch den sehr erfolgreichen Heimeran Kochbuch-Verlag. Nach Auskunft der Deutschen Nationalbibliothek war dieser Teil des Ernst-Heimeran-Verlags.

## Preise und Auszeichnungen
1976 in der Kategorie Kochen und Backen der Gastronomischen Akademie 2 × Silbermedaille für Brot zu jeder Zeit und Heimerans Küchenlexikon

## Im Heimeran-Verlag erschienene Werke (unvollständig)
Literaturverlag:
- Ernst Penzoldt: Der Gefährte. Ernst-Heimeran-Verlag, München 1922
- Ernst Penzoldt: Idyllen. Ernst-Heimeran-Verlag, München 1923
- Sammlung Tusculum Liste von Werken in der Sammlung Tusculum
- Ernst Penzoldt: Der Schatten Amphion. Ernst-Heimeran-Verlag, München 1924
- Ernst Heimeran (Hrsg.): Hinaus in die Ferne mit Butterbrot und Speck; die schönsten Parodien auf Goethe bis George. Ernst-Heimeran-Verlag, München 1943
- Ernst Heimeran: Büchermachen. Geschichte eines Steckenpferdes. Ernst-Heimeran-Verlag, München 1947 (spätere Auflagen auch unter dem Titel: Büchermachen von und bei Ernst Heimeran, zuletzt 1972)
- Alfred Zacharias: Till Eulenspiegel erzählt sein Leben. Ernst-Heimeran-Verlag, München 1950
- Ernst Heimeran: Sonntags-Gespräche mit Nele. Ernst-Heimeran-Verlag, München 1955 (Illustrationen von Lucie Orel, Druck: H.Laupp jr. Tübingen)
- Ernst Heimeran: Zauber der Weihnacht. Illustriert von Marianne Scheel. Ernst-Heimeran-Verlag, München 1962
- Chris Stadtlaender: Die kleine Welt am Frauenplan. Der Alltag Goethes. 1. Auflage. Ernst-Heimeran-Verlag, München 1966. (Nr. 367)
- Giuseppe Gioacchino Belli: Die Wahrheit packt dich ... Ernst-Heimeran-Verlag, München 1978
- Ernst Heimeran: Zärtliche Geschichten. Ernst-Heimeran-Verlag, München 1977, ISBN 3-7765-0262-2

Kochbuchverlag:
- Eva Exner: Brot zu jeder Zeit. Heimeran Kochbuchverlag, München 1977, ISBN 3-8063-1094-7
- Erhard Gorys: Heimerans Küchenlexikon. Heimeran Kochbuchverlag, München 1975, ISBN 3-8063-1093-9
- Katinka Mostar: Die Kunst Wildbret zu bereiten. Heimeran Verlag, München 1959